# 市町村議会議員及び市町村長選挙法
市町村議会議員及び市町村長選挙法（しちょうそんぎかいぎいんおよびしちょうそんちょうせんきょほう）とは、地方議員や首長を選出するために立法院が制定した立法。

## 概要
琉球列島米国軍政府が制定した市町村議会議員及び市町村長選挙法（米国軍政府布令第17号）に代わる法令として制定された。
復帰前の沖縄県では、全公職を網羅した選挙法は存在せず、各公職毎に選挙法が制定されていた。
日本本土の公職選挙法（昭和25年法律第100号）に相当する立法であるが、選挙運動に対する制限は公職選挙法ほど厳しくなかった。

## 構成
- 第1章 総則（第1条~第5条）
- 第2章 選挙権及び被選挙権（第6条~第8条）
- 第3章 選挙に関する区域（第9条~第11条）
- 第4章 選挙人名簿（第12条~第22条）
- 第5章 選挙期日（第23条~第24条）
- 第6章 投票（第25条~第49条）
- 第7章 開票（第50条~第64条）
- 第8章 選挙会（第65条~第74条）
- 第9章 候補者（第75条~第80条）
- 第10章 当選人（第81条~第94条）
- 第11章 特別選挙（第95条~第103条）
- 第12章 選挙運動（第104条~第134条）
- 第13章 選挙運動に関する収入及び支出並びに寄附（第135条~第154条）
- 第14章 争訟（第155条~第167条）
- 第15章 罰則（第168条~第207条）
- 第16章 補則（第208条~第211条）
- 附則